# Schottys Kampf
Schottys Kampf ist die siebte Folge der deutschen Fernsehserie Der Tatortreiniger. Sie wurde 2012 unter der Regie von Arne Feldhusen nach einem Drehbuch von Mizzi Meyer gedreht und am 3. Januar 2013 im Programm von NDR Fernsehen erstausgestrahlt. Der Titel der Folge spielt auf das Werk Mein Kampf von Adolf Hitler an.

## Inhalt
Tatortreiniger Schotty, gespielt von Bjarne Mädel, wird in das Vereinshaus des Freundeskreises Heimat gerufen. Der Ort des tödlichen Unfalls ist ein Raum voller Nazi-Memorabilia und der Auftraggeber Sanderberg stellt sich als Mitglied einer politischen Vereinigung von Neonazis heraus. Schotty ist einerseits erbost über diesen Umstand, andererseits auch von seinem Aufpasser eingeschüchtert. So beginnt ein Plan in ihm zu reifen.
Unter dem Vorwand, mutierte Kakerlaken hätten ihre Eier in den Möbeln abgelegt, bringt Schotty das Vorstandsmitglied Hannes, genannt Bombe, dazu, den Abtransport der gesamten Inneneinrichtung schriftlich zu genehmigen. Eine vermeintliche Spezialfirma beginnt daraufhin den Gedenkraum leerzuräumen. So werden die gesamten Nazi-Devotionalien letztlich über ein Entrümpelungsunternehmen vernichtet. Einzig eine Metalldose, die angeblich getrocknete Fäkalien von Hitler enthält, gibt Schotty an Sanderberg zurück, der fassungslos in dem völlig leeren Raum, der frisch in rosa gestrichen wurde, zurückbleibt.

## Auszeichnungen
- Grimme-Preis 2013 in der Kategorie Unterhaltung an Mizzi Meyer, Arne Feldhusen und Bjarne Mädel[1]
- Civis – Europas Medienpreis für Integration 2013 in der Kategorie Fernsehen, Deutscher Civis Fernsehpreis – Bereich Unterhaltung an Mizzi Meyer[2]